# Boldmere St. Michaels F.C.

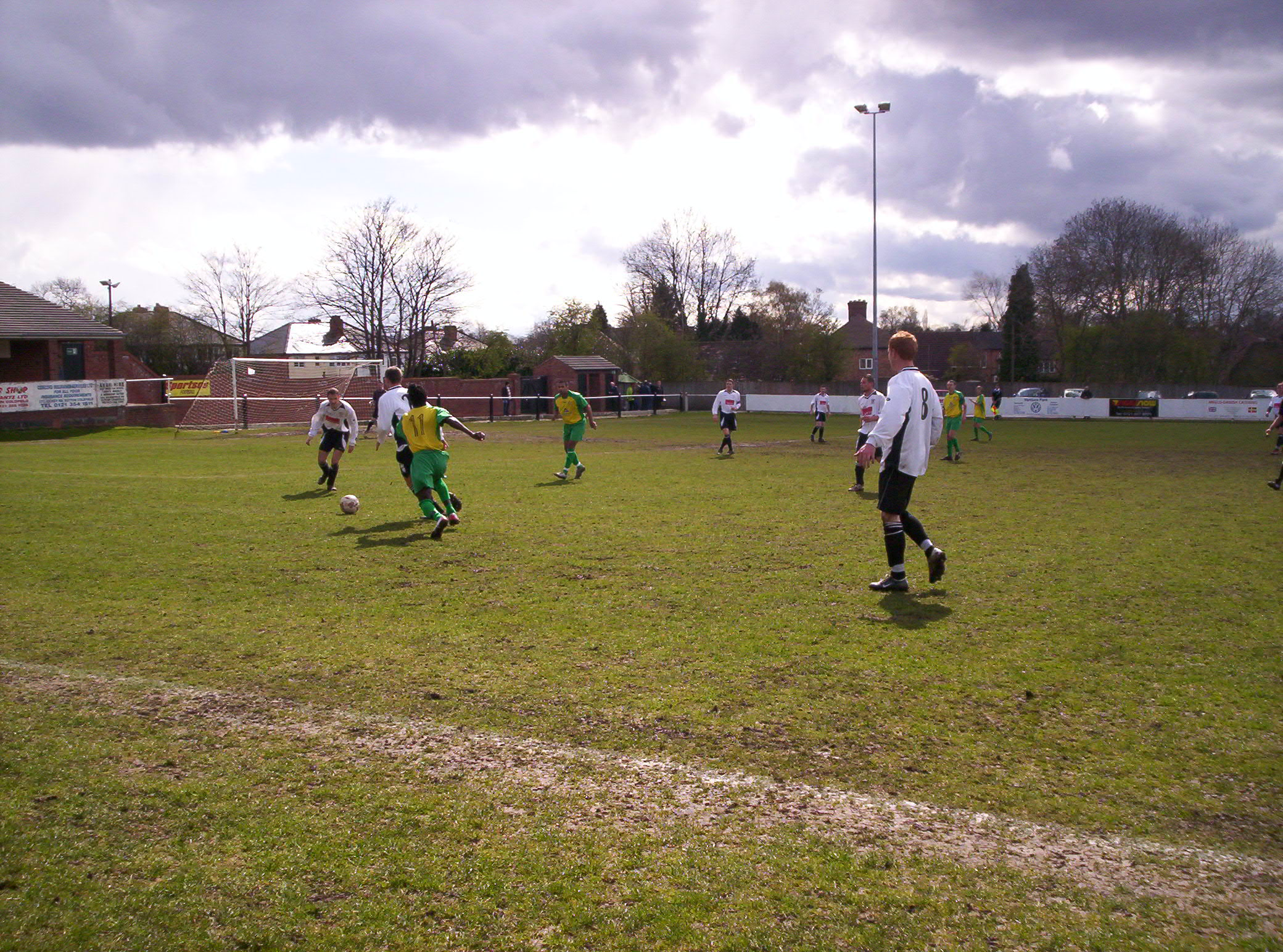
Boldmere (white shirts) in action in 2008

Câu lạc bộ bóng đá Boldmere St. Michaels là một câu lạc bộ bóng đá có trụ sở tại Boldmere, Sutton Coldfield, Anh. Đội hiện là thành viên của  và thi đấu trên sân Trevor Brown Memorial Ground.

## Lịch sử
Câu lạc bộ được thành lập vào năm 1883 với tư cách là một đội bóng thiếu niên trực thuộc nhà thờ địa phương. Sau khi chơi các trận giao hữu với các đội nhà thờ khác trong 29 năm tiếp theo, đội tham gia một giải đấu lần đầu tiên vào năm 1912. Câu lạc bộ sau đó đã phát triển qua một số giải đấu trước khi gia nhập Birmingham AFA League. Đội đã giành được Senior Cup vào mùa giải 1928-29 và Junior Cup mùa giải 1933-34. Năm 1937, câu lạc bộ tham gia Central Amateur League, và là á quân của giải đấu mùa giải 1938-39, trước khi vô địch giải đấu mùa giải 1946-47.
Mùa giải 1947-48 Boldmere lọt vào bán kết của FA Amateur Cup, cuối cùng thua Barnet trước 26.000 khán giả tại Highbury. Đội cũng là Á quân của Central Amateur League và lọt vào trận chung kết của AFA Senior Cup, hòa chung cuộc với Cambridge Town 2-2, và các câu lạc bộ cùng được trao cúp. Sau đó, đội tiếp đón đội tuyển Thế vận hội Ấn Độ trong một trận giao hữu sau Thế vận hội Mùa hè 1948, để thua với một bàn thua duy nhất. Mùa giải tiếp theo chứng kiến Boldmere vô địch Central Amateur League, sau đó đội tham gia Birmingham & District League. Quyết định duy trì nghiệp dư ở một giải đấu phần lớn là bán chuyên nghiệp, thành tích của câu lạc bộ bắt đầu đi xuống và đội đứng thứ hai từ dưới lên của giải đấu các mùa giải 1952-53 và 1953-54.
Khi Birmingham & District League hợp nhất với Birmingham Combination được xếp vào South Division trong một mùa giải chuyển tiếp, trong đó đội xếp cuối bảng. Kết quả là, câu lạc bộ trở thành thành viên của Division Two vào mùa giải tiếp theo. Giải đấu sau đó được rút xuống còn một hạng đấu duy nhất vào năm 1960 và đổi tên thành West Midlands (Regional) League năm 1962. Năm 1963, câu lạc bộ rơi xuống Division One của Worcestershire Combination. Giải đấu được đổi tên thành Midland Combination vào năm 1968 và câu lạc bộ là Vô địch Challenge Cup mùa giải 1977-78 trước khi giành chức vô địch Tony Allden Cup mùa giải 1978-79. Division One trở thành Premier Division vào năm 1983 và câu lạc bộ là nhà vô địch giải đấu mùa giải 1985-86, và sau khi kết thúc với tư cách á quân mùa giải 1987-88, đội đã giành được chức vô địch thứ hai mùa giải 1988-89. Mùa giải 1989-90 chứng kiến đội giành được cú ăn ba vô địch, League Cup và Tony Allden Cup. Đội tiếp tục giành được cả hai cúp vào mùa giải tiếp theo và lại giành được cúp Tony Allden mùa giải 1991-92.
Năm 1994, Boldmere là thành viên sáng lập của Midland Alliance, và là á quân giải đấu mùa giải 2013-14, mùa giải cuối cùng của giải đấu. Khi hợp nhất với Midland Combination để tạo thành Midland League, câu lạc bộ trở thành thành viên của Premier Division.

## Sân vận động

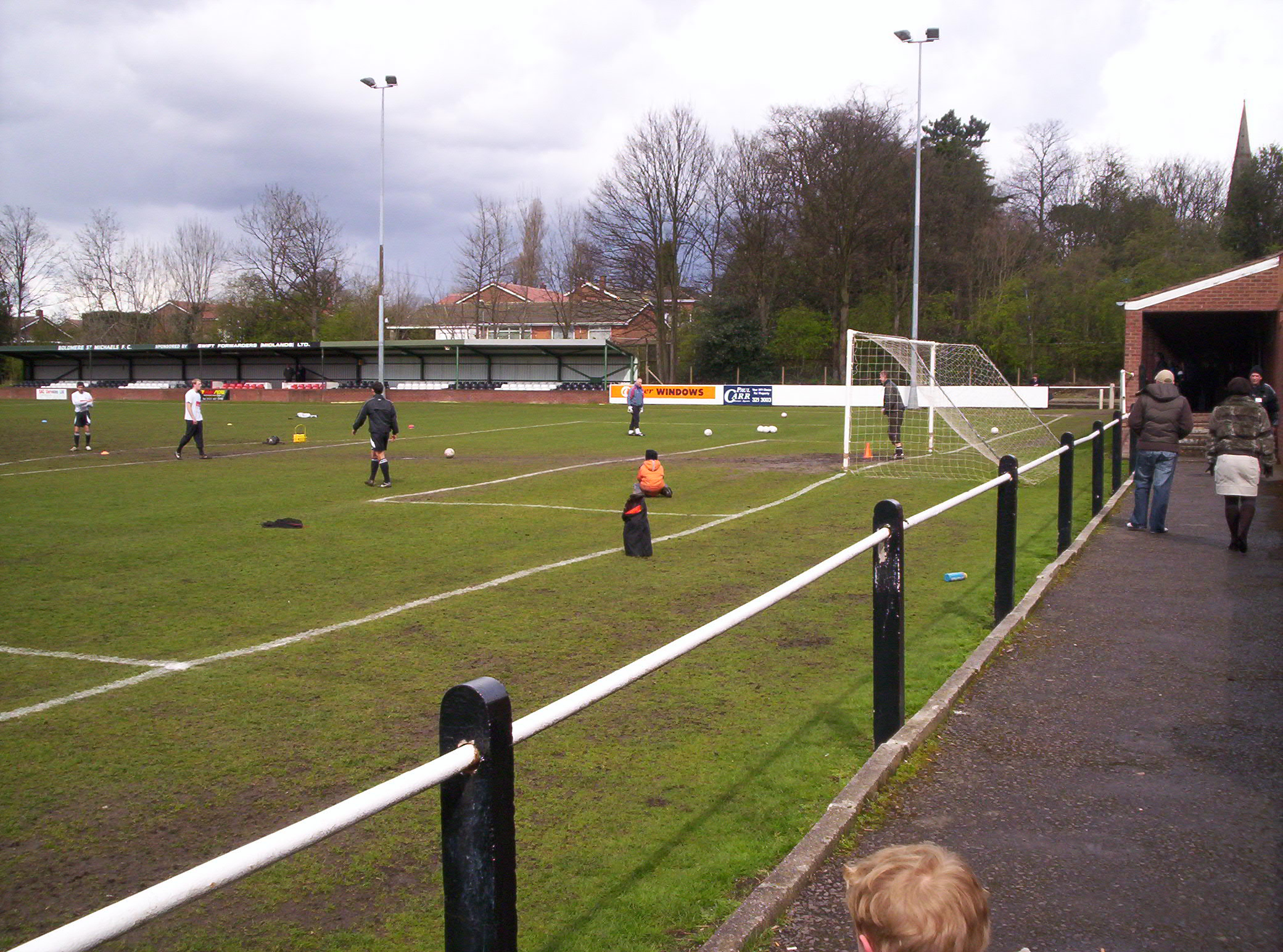
Sân vận động Trevor Brown Memorial Ground

Ban đầu có tên là Church Road, sân được đổi tên vào năm 2004 theo tên cựu chủ tịch Trevor Brown. Hiện sân có sức chứa 2.500 chỗ, trong đó 230 chỗ ngồi và 400 chỗ ngồi có mái che.

## Danh hiệu
- Midland Combination
  - Vô địch 1985-86, 1988-89, 1989-90
  - Vô địch Challenge Cup 1977-78, 1989-90, 1990-91
  - Vô địch Tony Allden Cup 1978-79, 1989-90, 1990-91, 1991-92
- Birmingham AFA
  - Vô địch Senior Cup 1928-29
  - Vô địch Junior Cup 1933-34, 1958-59, 1965-66
- Central Amateur League
  - Vô địch 1946-47, 1948-49
- AFA Senior Cup
  - Vô địch 1947-48 (chung)
- Walsall Senior Cup
  - Vô địch 1986-87, 2005-06, 2006-07, 2007-08,[9] 2018-19
- Birmingham Junior Cup
  - Vô địch 1971-72[9]
- Sutton Charity Cup
  - Vô địch 1968-69, 1970-71, 1996-97, 1997-98[9]
- Fazeley Charity Cup
  - Vô địch 1997-98[9]

## Kỉ lục
- Thành tích tốt nhất tại Cúp FA: Vòng loại thứ hai, 1987-88, 1997-98[8]
- Thành tích tốt nhất tại FA Vase: Vòng Ba, 1974-75, 1977-78, 1988-89, 1989-90, 1995-96, 1996-97, 2009-10[8]
- Thành tích tốt nhất tại FA Amateur Cup: Bán kết, 1947-48[8]